# Federação Kiribatiana de Voleibol
A Federação Kiribatiana de Voleibol  (em inglêsː Kiribati National Volleyball Federation, KNVF) é  uma organização fundada em 2000 que governa a pratica de voleibol em Kiribati, sendo membro da Federação Internacional de Voleibol e da Confederação Asiática de Voleibol, a entidade é responsável por  organizar  os campeonatos nacionais de  voleibol masculino e feminino no país.